# Rombach (Luxemburg)
Rombach (en luxemburguès: Rombech; en alemany: Rombach-Martelingen) és una vila de l'antiga comuna de Perlé i avui de la nova comuna de Rambrouch, situada al districte de Diekirch del cantó de Redange. Està a uns 37 km de distància de la ciutat de Luxemburg.